# Julio César Romero
Pour les articles homonymes, voir Romero.
Julio Cesar Romero, surnommé  Romerito, était un footballeur paraguayen né le 28 août 1960 à Luque au Paraguay.

## Biographie
Il est élu footballeur de l'année en Amérique du Sud en 1985.
Il fait partie du FIFA 100, classement créé par Pelé pour les footballeurs ayant marqué leur génération.

## Carrière de joueur

### En équipe nationale
Il compte 32 sélections avec l'équipe du Paraguay, acquises entre 1979 et 1990, et a marqué 13 buts.
Romerito a participé à la Coupe du monde de 1986 durant laquelle il marque deux buts.

## Palmarès
- Champion de l'État de Rio de Janeiro en 1984 et 1985 avec Fluminense FC.
- Vainqueur de la Copa America 1979 avec le Paraguay.
- Listé au FIFA 100.
- Champion du Brésil en 1984 avec Fluminense FC.

## Statistiques

### En sélection nationale
| Saison                | Sélection             | Phases finales        | Phases finales | Phases finales | Éliminatoires CDM | Éliminatoires CDM | Matchs amicaux | Matchs amicaux | Total | Total |
| Saison                | Sélection             | Compétition           | M              | B              | M                 | B                 | M              | B              | M     | B     |
| --------------------- | --------------------- | --------------------- | -------------- | -------------- | ----------------- | ----------------- | -------------- | -------------- | ----- | ----- |
| 1979                  | Paraguay              | Copa América 1979     | 7              | 3              | -                 | -                 | 1              | 0              | 8     | 3     |
| 1981                  | Paraguay              | -                     | -              | -              | 3                 | 1                 | -              | -              | 3     | 1     |
| 1983                  | Paraguay              | Copa América 1983     | 2              | 0              | -                 | -                 | 2              | 3              | 4     | 3     |
| 1985                  | Paraguay              | -                     | -              | -              | 7                 | 4                 | 1              | 0              | 8     | 4     |
| 1986                  | Paraguay              | Coupe du monde 1986   | 4              | 2              | -                 | -                 | -              | -              | 4     | 2     |
| 1987                  | Paraguay              | Copa América 1987     | 2              | 0              | -                 | -                 | 2              | 0              | 4     | 0     |
| 1989                  | Paraguay              | Copa América 1989 4e  | -              | -              | 3                 | 0                 | -              | -              | 3     | 0     |
| Total sur la carrière | Total sur la carrière | Total sur la carrière | 15             | 5              | 13                | 5                 | 6              | 3              | 34    | 13    |